# Uvaria callicarpa
Uvaria callicarpa är en kirimojaväxtart som beskrevs av Henri Ernest Baillon. Uvaria callicarpa ingår i släktet Uvaria och familjen kirimojaväxter. Inga underarter finns listade i Catalogue of Life.